# 1877年妥協
1877年妥協（英語：Compromise of 1877），又稱沃姆利協議（英語：Wormley Agreement）、蒂爾登—海斯妥協（英語：Tilden-Hayes Compromise）、1877年交易（英語：Bargain of 1877）或腐敗交易（英語：Corrupt Bargain），是美國歷史上一場政治安排傳聞，用以解決1876年總統選舉結果的激烈爭議。該選舉陷入僵局，引發美國國會對選舉人票認證的冗長辯論，以及潛在的政治暴力威脅。根據多數歷史學者的看法，雖然沒有書面證據證明該協議的存在，聯邦政府最終採取對南方寬鬆的政策，以確保共和黨候選人拉瑟福德·伯查德·海斯就任總統，同時標志著重建時期的結束。
該協議的具體內容一直存在爭議，但一般認為，民主黨人控制的眾議院同意接受選舉委員會的裁決，承認海斯的合法總統地位；作為交換，聯邦政府將撤回駐紮於南方的最後一批聯邦軍隊，終結共和黨對南卡羅來納、佛羅里達與路易斯安那州政府的控制。卸任總統尤利西斯·格蘭特先行撤出佛羅里達的駐軍，海斯上任後則撤走南卡羅來納與路易斯安那的部隊。隨著軍隊撤離，許多白人共和黨人也離開當地，自稱「救贖者」的民主黨人迅速奪回政權，完成對南方政治權力的更替。這一變化對美國南部的非裔美國人影響深遠。自南北戰爭結束以來的重建時期，聯邦軍隊的存在保障了黑人共和黨人的政治權利，而駐軍撤離意味著這種保護瓦解。許多非裔領袖感到遭到背叛，到1905年前後，幾乎所有南方州份的非裔選民都在種族隔離與選舉限制下被剝奪投票權。
歷史學界對1877年妥協的觀點並不一致。“1877年妥協”一詞最早是由歷史學家C·范恩·伍德沃德在其1951年著作《團結與反應：1877年妥協與重建的終結》（Reunion and Reaction: The Compromise of 1877）中首次提出，以便將此次選舉的政治決議與著名的密蘇里妥協和1850年妥協進行比較。亦有其他歷史學家則曾對此理論作出各種批評，從徹底否定妥協論，到批評伍德沃德對某些特定因素的強調。然而，隨著時間推移，伍德沃德的論述逐漸成為主流觀點，視為美國政治史的重要轉折點。